# Benjamin Leuschner
Benjamin Leuschner (* 1978 in Dresden) ist ein Percussionist und Marimba-Spieler, der in Essen/Ruhr lebt.
Ausgebildet wurde Leuschner in Wuppertal am dortigen Zweig für Schlaginstrumente der Musikhochschule Köln. Er konzertierte mit verschiedenen Ensembles in Europa und Südafrika. Zudem untermalte er Lesungen und andere öffentliche Veranstaltungen musikalisch klassisch wie zeitgenössisch. Seit 2006 gastiert er mit der chinesischen Guzheng-Spielerin Chanyuan Zhao als Duo Seidenstraße. In größerer Besetzung spielten beide auch Uraufführungen von Thomas Beimel.

## CD-Veröffentlichungen
- SchlagEnsemble H/F/M (Leitung: Christian Roderburg): Estatico. Cavalli Records, 2008
- SchlagEnsemble H/F/M (Leitung: Christian Roderburg): Cérémonial. Werke von André Jolivet, Steve Reich, Tan Dun, Babette Koblenz. Cavalli Records, 2008[5]
- SchlagEnsemble H/F/M (Leitung: Christian Roderburg): Von morgens bis mitternachts. (Filmmusik) Edition Filmmuseum, München 2008
- Two/One. Zusammen mit Matthias Goebel (Perkussion), in-akustik, 2011[6]
- ding/dong. Duo Seidenstraße, Sonar Quartett, Kettwiger Bach-Ensemble. Kompositionen von Thomas Beimel. Valve Records 2011[7]